# Freismersen

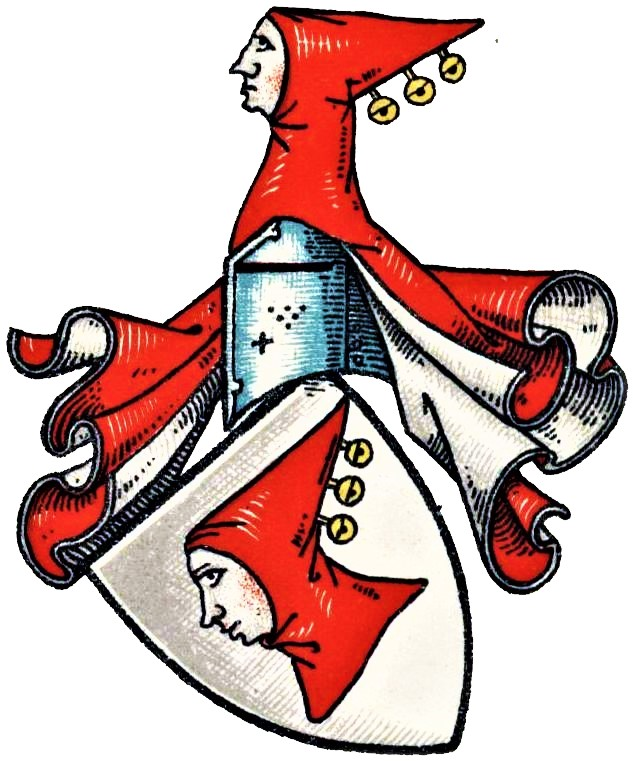
Stammwappen derer von Freismersen im Wappenbuch des Westfälischen Adels

Freismersen (auch: Freiswersen, Freismissen, Vresmerßen o. ä.) ist der Name eines erloschenen westfälischen Adelsgeschlechts.

## Geschichte
Das Geschlecht stammte ursprünglich aus der Grafschaft Lippe im Westfälischen Reichskreis und war eng mit den Edelherren aus Haus Lippe verbunden.
Ihren Namen führte die Familie von Freismersen nach einem gleichnamigen Rittergut (heute Freismissen) bei Blomberg. Wedeking von Vresmerßen bekam 1355 vom Edelherrn Otto zur Lippe ein Burglehen auf dem Hause zum Blomberg und zusätzlich 6 Mark Herforder Pfennige aus zwei Höfen zu Ebbesdorf und Hokeslo angewiesen. Wohl derselbe Wedekind beurkundete 1359 zusammen mit seinem Bruder Hermann von Vresmersen, dass sie, die Gebrüder, vom Edelherrn Bernhard V. zur Lippe den Zehnt zu Herrentrup (Herinctorpe) verpfändet bekommen haben. Derselbe Zehnt wurde 1442 von Sander von Fresmersen an Johann von Donop weiter verpfändet. Wedekint von Vresmersen erscheint ein weiteres Mal im Jahr 1363 als Urkundenzeuge. Hermann von Freismersen (Freismissen) bekam 1363 von Simon III. zur Lippe den Essenberg (Esseneberg) mit allem Zubehör, außer was zu Wöbbel (Wicbilde) gehörte, verpfändet. 1369 findet sich Wedekind von Vremerssen unter Junker Simons III. Burgmännern und Dienern zum Blomberge. Ein Wichmann von Vresmersen tritt 1372 als Bürge für Otto von der Lippe, Kanoniker und Kölner Chorbischof, auf. 1376 war der o. g. Hermann von Freismersen (Vresmersen) verstorben. Seine Söhne bekannten sich mit Wedekind Besselink, ihrem Onkel, und dessen Ehefrau Hampe als Schuldner für eine Summe von 12 Mark Lemgoer Pfennige oder 6 lötige Mark Lemgoer Witte und Wichte. Sie setzten ihren Zehnt zu Molenbreke zum Pfand. 1391 erscheinen die Brüder Johann, Wedekind, Johann und Hermann von Freismersen als Käufer eines Zehnten zu Istrup (Issentrop) bei Blomberg, von welchem die Brüder jährlich 4 Mark an Herrn Johann von Freismersen, Konventbruder zu Münster bei Schwalenberg (Marienmünster) geben mussten. 1399 verschrieben Bürgermeister und Rat von Barntrup dem Wedekind von Freismersen für eine Schuld von 20 Mark jährlich 2 Mark Zinsen. Im selben Jahr folgte eine zweite Urkunde derselben, die sich bekannten, dem Knappen Wedekind von Freismersen, dessen Frau Hellwig und dem Godevard Priester der vrowen Sone 16,5 Mark Lemgoer Pfennige schuldig zu sein.
1402 bescheinigte Johann de Holtgreve, dass er von seinen Oheimen, den Brüdern Wichmann und Hermann von Freismersen, 40 Mark erhalten habe, wofür ihm zuvor der niedere Hof zu Küddesen versetzt worden war. Wedekind von Vresmersen erscheint 1403 unter den Freunden Simons III. und Bernhard VI. zur Lippe, 1405 als Bürge für Bernhard VI. zur Lippe und 1406 als Bürger für Simon III. Wohl derselbe Wedekind von Freismersen bekam 1408 zusammen mit seiner Frau Helwyghe und den Brüdern Konrad und Hermann von Wyrborn von Bernhard VI. für eine Schuld von 120 Florinen verschiedene Güter verpfändet, nämlich die Schadenbrede, Vadenbrede, die Wiesen, Büsche und Kämpe zwischen der Obernmühle und der Bredenwiese, drei Morgen Land und zu zwei Malter Roggen Einsaat am Weg zur Hornekulen. 1409 war Wedekind unter den Vermittlern eine Vertrags zwischen den Herzögen Bernhard und Heinrich von Braunschweig und den Edelherren Simon III. und Bernhard VI. zur Lippe. Arnd von Freismersen erschien 1404 als Zeuge für Simon III. zur Lippe, 1407 zusammen mit Wedekind von Freismersen als Bürge für Bernhard VI. und 1410 unter mehreren Schuldnern. Sander von Freismersen (Fresmerssen) empfing 1411 den von Ludolf von Osen aufgelassenen Zehnten zu Overnhusen. 1412 war Wedekind von Freismersen erneut Urkundenzeuge für Bernhard VI. zur Lippe und 1413 Zeuge eines Immobiliengeschäfts. 1413 bekam Arnd von Freismersen von Bernhard VI. eine Rente von 10 Mark aus einem Zehnt zu Somersele im Kirchspiel Beghe verschrieben. 1425 erhielt Wedekind von Vreysmersen von Simon IV. zur Lippe den vierten Teil von Ottenhausen, einen halben Hof zu Afhuppe, einen weiteren halben Hof zu Reste und eine halbe Hufe Land genannt das Bringgut zum Lehen. 1450 und 1456 erscheint Sander von Freismersen unter Lippischen Mannen. Die Jungfrauen Elisabeth und Ermgard von Vresmersen vergaben 1457 ihren Hof zu Oldendorp bei Blomberg, den sie als Leibzucht auf Lebenszeit erhalten hatten und der nach ihrem Tod an Sander von Freismersen fallen sollte, für sechs Jahre an Bernhard und Simon zur Lippe, die dafür jährlich aus ihrem Vorwerk zu Blomberg sieben Malter Roggen, Gerste und Hafer, liefern sollten. 1467 empfing Sander von Freismersen von Bernhard VII. zur Lippe, wie schon seine Vorfahren, ein Burglehen zu Burg Blomberg. 1476 wurde Wichmann von Freßmersen von Bernhard VII. zur Lippe mit dem Zehnt zu Tintrup (Tydendorpe), eine Hufe am selben Ort, einem Anteil am Zehnt zu Herrentrup (Herdentorp), dem Zehnt zu Hölsen (Hodelsen), zu der Molenbreden und zu Overenhusen belehnt. 1483 wird derselbe als Verkäufer eines Zehnt erwähnt. 1486 löste der Paderborner Bischof Simon III. seinen Zehnt zu Herrentorf von Wichmann zu Vresmersen wieder ein. 1488 schenkte Wigmann von Vresmersen dem Kloster Blomberg zwei Stücke Land, wofür die Mönche ihn und seine Eltern in die Bruderschaft aufnehmen und für sie beten sollten. 1489 empfing derselbe von Graf Erich von Schaumburg den Hof, Zehnt und Mühle zu Bentrup (Beientorpe) und den Hof zu Küddesen zwischen Belle und Hundeslo gelegen, zum Lehen. 1492 wurde von Burchard von Oeynhausen bescheinigt, dass Wichmann von Freismersen bei der wiederverkäuflichen Verschreibung des Zehnt zu Borchusen bei Blomberg den Hoygtegeden ausgenommen und sich vorbehalten habe. Hovemester Wichmann von Freismersen erscheint noch bis 1512.
Nach dem Aussterben der Familie fiel das Stammgut an die Familie von Grone und danach an die Familie von Westphal.

## Wappen
Blasonierung: In Silber ein nach Rechts gewandter Kopf mit roter spitzer Kogel, an der drei goldene Schellen hängen. Auf dem Helm der Kopf mit Kogel und Schellen. Die Helmdecken sind rot-silbern.
Das Wappen der Familie findet sich unter anderem auf einer Grabplatte von 1593 für Johann von Grone in der St. Michaelis-Kirche in Kirchbrak. Der Anordnung der Wappen nach wird Johann von Grones Großvater mütterlicherseits ein von Freismersen gewesen sein. In derselben Kirche findet sich auch ein aus Holz geschnitzter Kanzelaltar, der ebenfalls das Wappen derer von Freismersen zeigt. Ferner findet sich im Universitätsarchiv Vechta eine Sammlung von Wappendarstellungen von Uradelsgeschlechtern, in der auch das Wappen derer von Freismersen enthalten ist.